# Lech Izbicki
Lech Izbicki (ur. 20 kwietnia 1926 w Wilnie, zm. 17 stycznia 2011 w Radomiu) – polski lekarz, specjalista ortopedii, założyciel pierwszego oddziału ortopedii w Radomiu, żołnierz III brygady Wileńskiej AK.
W 1944 roku skazany i zesłany na Syberię. W 1964 stworzył w radomskim szpitalu pierwszy oddział ortopedii którym kierował aż do roku 1992, w którym przeszedł na emeryturę. Ma córki Magdalenę i Marynkę oraz synów Tomasza i Wojciecha oraz Grzegorza, którzy również specjalizują się w praktyce lekarskiej. Był członkiem radomskiego związku strzeleckiego oraz miłośników Wilna.
Zmarł po ciężkiej chorobie w wieku 84 lat. Został pochowany 22 stycznia 2011 roku na radomskim cmentarzu przy ulicy Limanowskiego. Mszy świętej żałobnej przewodniczył biskup radomski, Henryk Tomasik.